# Madoka Umemoto
Madoka Umemoto (梅本まどか, Umemoto Madoka), née le 17 juillet 1992 dans la préfecture d'Aichi, au Japon, est une chanteuse, idole japonaise du groupe de J-pop SKE48.